# Deutscher Sportclub Arminia Bielefeld 1974-1975
Questa voce raccoglie le informazioni riguardanti il Deutscher Sportclub Arminia Bielefeld nelle competizioni ufficiali della stagione 1974-1975.

## Stagione
Nella stagione 1974-1975 l'Arminia Bielefeld, allenato da Erhard Ahmann, concluse il campionato di 2. Bundesliga al 4º posto. In Coppa di Germania l'Arminia Bielefeld fu eliminato al primo turno dall'Eintracht Francoforte.

## Rosa
| N. |                     | Ruolo | Calciatore          |
| -- | ------------------- | ----- | ------------------- |
|    | Germania (bandiera) | P     | Horst Dreher        |
|    | Germania (bandiera) | P     | Gerd Siese          |
|    | Germania (bandiera) | D     | Rolf Bahr           |
|    | Germania (bandiera) | D     | Jürgen Gelsdorf     |
|    | Germania (bandiera) | D     | Manfred Wolf        |
|    | Germania (bandiera) | C     | Helmut Balke        |
|    | Germania (bandiera) | C     | Jonny Hey           |
|    | Germania (bandiera) | C     | Wolfgang Mittendorf |
|    | Germania (bandiera) | C     | Wolfgang Pohl       |

| N. |                     | Ruolo | Calciatore         |
| -- | ------------------- | ----- | ------------------ |
|    | Germania (bandiera) | C     | Anton Rüther       |
|    | Germania (bandiera) | A     | Werner Brosda      |
|    | Germania (bandiera) | A     | Volker Graul       |
|    | Germania (bandiera) | A     | Ewald Lienen       |
|    | Germania (bandiera) | A     | Hans-Peter Miss    |
|    | Germania (bandiera) | A     | Wolfgang Schilling |
|    | Germania (bandiera) | A     | Peter Schreiner    |
|    | Germania (bandiera) | A     | Günter Srowig      |

## Organigramma societario
Area tecnica
- Allenatore: Erhard Ahmann
- Allenatore in seconda:
- Preparatore dei portieri:
- Preparatori atletici:

## Calciomercato

### Sessione estiva
| Acquisti | Acquisti        | Acquisti              | Acquisti |
| R.       | Nome            | da                    | Modalità |
| -------- | --------------- | --------------------- | -------- |
| C        | Helmut Balke    | Preußen Münster       |          |
| A        | Werner Brosda   | Rot-Weiss Essen       |          |
| P        | Horst Dreher    | Stoccarda (juniores)  |          |
| A        | Wilfried Klinge | Olympia Wilhelmshaven |          |
| D        | Manfred Wolf    | Coblenza              |          |

| Cessioni | Cessioni             | Cessioni              | Cessioni |
| R.       | Nome                 | a                     | Modalità |
| -------- | -------------------- | --------------------- | -------- |
| A        | Wilfried Klinge      | Olympia Wilhelmshaven |          |
| D        | Volker Klein         | Hammer                |          |
| A        | Norbert Leopoldseder | SpVg Steinhagen       |          |
| A        | Dieter Pries         | FC Gohfeld            |          |
| D        | Dieter Schulz        | TSG Harsewinkel       |          |
| A        | Detlef Webers        | Wuppertal             |          |
| C        | Hans-Jürgen Wloka    | Uerdingen 05          |          |
| A        | Peter Wloka          | Wattenscheid 09       |          |

### Sessione invernale
| Acquisti | Acquisti | Acquisti | Acquisti |
| R.       | Nome     | da       | Modalità |
| -------- | -------- | -------- | -------- |

| Cessioni | Cessioni | Cessioni | Cessioni |
| R.       | Nome     | a        | Modalità |
| -------- | -------- | -------- | -------- |

## Risultati

### 2. Bundesliga

#### Girone di andata
| Arbitro: | Roth |

|            |           |           |
| Srowig 31’ | Marcatori | 22’ Hartl |

| Arbitro: | Wippker |

|                           |           |                     |
| Krause 25’ Scheermann 68’ | Marcatori | 5’ Graul 79’ Lienen |

| Arbitro: | Picker |

|                              |           |                      |
| Srowig 25’ Hey 83’ Graul 89’ | Marcatori | 70’ (rig.), 76’ Blau |

| Arbitro: | Zuchantke |

|                    |           |            |
| Andexer 48’ (rig.) | Marcatori | 85’ Lienen |

| Arbitro: | Wuttke |

|           |           |            |
| Balke 18’ | Marcatori | 77’ Mattes |

| Arbitro: | Siepe |

|  |           |                         |
|  | Marcatori | 70’ Graul 88’ Schilling |

| Arbitro: | Hanschke |

|           |           |            |
| Graul 49’ | Marcatori | 21’ Horsch |

| Arbitro: | Risse |

|             |           |                      |
| Rudloff 20’ | Marcatori | 25’ Srowig 76’ Balke |

| Arbitro: | Weyland |

|                  |           |            |
| Graul 34’ (rig.) | Marcatori | 55’ Wenzel |

| Arbitro: | Kaiser |

|                       |           |                     |
| Struckmann 73’ (rig.) | Marcatori | 6’ Srowig 90’ Graul |

| Arbitro: | Kohnen |

|                         |           |             |
| Schilling 38’ Graul 56’ | Marcatori | 74’ Riepert |

| Arbitro: | Wippker |

|                        |           |                 |
| Stoffmehl 27’ Bals 39’ | Marcatori | 35’, 83’ Brosda |

| Bielefeld 2 novembre 1974, ore 15:00 CET 13ª giornata | Arminia Bielefeld | 0 – 0 referto | Bayer Uerdingen | Bielefelder Alm (18 000 spett.)\| Arbitro: \| Horstmann \| |
| Arbitro:                                              | Horstmann         |               |                 |                                                            |

| Arbitro: | Redelfs |

|                                                   |           |                                 |
| Lindner 27’ (rig.) John 33’, 61’, 70’ Liedtke 60’ | Marcatori | 7’ Lienen 16’ (rig.), 73’ Graul |

| Arbitro: | Niemann |

|                             |           |                     |
| Hansing 74’ Bahr 84’ (aut.) | Marcatori | 15’ Graul 86’ Balke |

| Arbitro: | Gabor |

|          |           |  |
| Wolf 53’ | Marcatori |  |

| Arbitro: | Hennig |

|  |           |                    |
|  | Marcatori | 8’, 82’ Mittendorf |

| Arbitro: | Rieb |

|                                                                 |           |              |
| Wolf 10’ Srowig 24’ Graul 50’, 63’ (rig.), 71’, 79’ (rig.), 89’ | Marcatori | 46’ Hagemann |

| Arbitro: | Neufeld |

|                        |           |               |
| Kucharski 7’, 24’, 40’ | Marcatori | 18’ Schilling |

#### Girone di ritorno
| Arbitro: | Fork |

|            |           |                |
| Segler 47’ | Marcatori | 25’ Mittendorf |

| Arbitro: | Kohnen |

|           |           |                |
| Graul 85’ | Marcatori | 67’ Königsmann |

| Arbitro: | Zittrich |

|           |           |                 |
| Moors 47’ | Marcatori | 65’, 82’ Lienen |

| Arbitro: | Neufeld |

|           |           |             |
| Graul 86’ | Marcatori | 89’ Andexer |

| Arbitro: | Eggers |

|  |           |                           |
|  | Marcatori | 64’, 83’ Lienen 65’ Graul |

| Arbitro: | Milkert |

|                             |           |                                |
| Brosda 35’ Graul 45’ (rig.) | Marcatori | 18’, 26’ Schymetzek 48’ Walter |

| Arbitro: | Ahlenfelder |

|                                                             |           |  |
| Rosellen 52’ Jendrossek 58’ Horsch 60’ Babington 64’ (rig.) | Marcatori |  |

| Arbitro: | Heitmann |

|                                    |           |              |
| Balke 37’ Schilling 69’ Lienen 77’ | Marcatori | 73’ Granitza |

| Arbitro: | Boe |

|                                |           |  |
| Kulka 3’ Hansen 15’ Wenzel 49’ | Marcatori |  |

| Arbitro: | Meijerink |

|           |           |           |
| Graul 25’ | Marcatori | 13’ Dirks |

| Arbitro: | Halfter |

|                   |           |                                      |
| Albert 87’ (rig.) | Marcatori | 46’ (rig.) Graul 50’ (aut.) Willmsen |

| Arbitro: | Eschweiler |

|                  |           |  |
| Graul 18’ (rig.) | Marcatori |  |

| Krefeld 30 aprile 1975, ore 19:30 CET 32ª giornata | Bayer Uerdingen | 0 – 0 referto | Arminia Bielefeld | Grotenburg Stadion (7 500 spett.)\| Arbitro: \| Kindervater \| |
| Arbitro:                                           | Kindervater     |               |                   |                                                                |

| Arbitro: | Redelfs |

|                                 |           |  |
| Graul 34’ Hey 40’ Schilling 59’ | Marcatori |  |

| Arbitro: | Hennig |

|                                         |           |  |
| Srowig 25’ Hey 50’ Graul 65’ Brosda 80’ | Marcatori |  |

| Arbitro: | Jensen |

|                                  |           |           |
| Stegmayer 15’, 43’ Kasperski 21’ | Marcatori | 44’ Graul |

| Arbitro: | Niemann |

|                                   |           |                         |
| Brosda 34’ Graul 73’ Gelsdorf 85’ | Marcatori | 6’ Wesseler 20’ Mödrath |

| Arbitro: | Heitmann |

|  |           |                |
|  | Marcatori | 54’, 85’ Graul |

| Arbitro: | Hillebrand |

|                       |           |  |
| Graul 16’, 60’ (rig.) | Marcatori |  |

### Coppa di Germania
| Arbitro: | Biwersi |

|           |           |                          |
| Graul 12’ | Marcatori | 5’ Nickel 45’, 50’ Kraus |

## Statistiche

### Statistiche di squadra
| Competizione      | Punti | In casa | In casa | In casa | In casa | In casa | In casa | In trasferta | In trasferta | In trasferta | In trasferta | In trasferta | In trasferta | Totale | Totale | Totale | Totale | Totale | Totale | DR  |
| Competizione      | Punti | G       | V       | N       | P       | Gf      | Gs      | G            | V            | N            | P            | Gf           | Gs           | G      | V      | N      | P      | Gf     | Gs     | DR  |
| ----------------- | ----- | ------- | ------- | ------- | ------- | ------- | ------- | ------------ | ------------ | ------------ | ------------ | ------------ | ------------ | ------ | ------ | ------ | ------ | ------ | ------ | --- |
| 2. Bundesliga     | 50    | 19      | 10      | 8       | 1       | 38      | 17      | 19           | 8            | 6            | 5            | 30           | 30           | 38     | 18     | 14     | 6      | 68     | 47     | +21 |
| Coppa di Germania | -     | 1       | 0       | 0       | 1       | 1       | 3       | 0            | 0            | 0            | 0            | 0            | 0            | 1      | 0      | 0      | 1      | 1      | 3      | -2  |
| Totale            | 50    | 20      | 10      | 8       | 2       | 39      | 20      | 19           | 8            | 6            | 5            | 30           | 30           | 39     | 18     | 14     | 7      | 69     | 50     | +19 |

### Andamento in campionato
| Giornata  | 1 | 2 | 3 | 4 | 5 | 6 | 7 | 8 | 9 | 10 | 11 | 12 | 13 | 14 | 15 | 16 | 17 | 18 | 19 | 20 | 21 | 22 | 23 | 24 | 25 | 26 | 27 | 28 | 29 | 30 | 31 | 32 | 33 | 34 | 35 | 36 | 37 | 38 |
| --------- | - | - | - | - | - | - | - | - | - | -- | -- | -- | -- | -- | -- | -- | -- | -- | -- | -- | -- | -- | -- | -- | -- | -- | -- | -- | -- | -- | -- | -- | -- | -- | -- | -- | -- | -- |
| Luogo     | C | T | C | T | C | T | C | T | C | T  | C  | T  | C  | T  | T  | C  | T  | C  | T  | T  | C  | T  | C  | T  | C  | T  | C  | T  | C  | T  | C  | T  | C  | C  | T  | C  | T  | C  |
| Risultato | N | N | V | N | N | V | N | V | N | V  | V  | N  | N  | P  | N  | V  | V  | V  | P  | N  | N  | V  | N  | V  | P  | P  | V  | P  | N  | V  | V  | N  | V  | V  | P  | V  | V  | V  |
| Posizione | 8 | 9 | 6 | 6 | 7 | 5 | 6 | 4 | 6 | 4  | 4  | 4  | 4  | 5  | 5  | 5  | 4  | 3  | 3  | 3  | 4  | 3  | 4  | 3  | 5  | 5  | 5  | 5  | 5  | 5  | 5  | 6  | 5  | 4  | 6  | 4  | 4  | 4  |

Legenda:

Luogo: C = Casa; T = Trasferta. Risultato: V = Vittoria; N = Pareggio; P = Sconfitta.

### Statistiche dei giocatori
| Giocatore        | 2. Bundesliga | 2. Bundesliga | 2. Bundesliga | 2. Bundesliga | Coppa di Germania | Coppa di Germania | Coppa di Germania | Coppa di Germania | Totale   | Totale | Totale      | Totale     |
| Giocatore        | Presenze      | Reti          | Ammonizioni   | Espulsioni    | Presenze          | Reti              | Ammonizioni       | Espulsioni        | Presenze | Reti   | Ammonizioni | Espulsioni |
| ---------------- | ------------- | ------------- | ------------- | ------------- | ----------------- | ----------------- | ----------------- | ----------------- | -------- | ------ | ----------- | ---------- |
| R. Bahr          | 38            | 0             | 7             | 0             | 1                 | 0                 | 0                 | 0                 | 39       | 0      | 7           | 0          |
| H. Balke         | 30            | 4             | 5             | 0             | 1                 | 0                 | 0                 | 0                 | 31       | 4      | 5           | 0          |
| W. Brosda        | 37            | 5             | 3             | 0             | 1                 | 0                 | 1                 | 0                 | 38       | 5      | 4           | 0          |
| H. Dreher        | 2             | 0             | 0             | 0             | 0                 | 0                 | 0                 | 0                 | 2        | 0      | 0           | 0          |
| J. Gelsdorf      | 35            | 1             | 6             | 0             | 0                 | 0                 | 0                 | 0                 | 35       | 1      | 6           | 0          |
| V. Graul         | 37            | 30            | 2             | 0             | 1                 | 1                 | 0                 | 0                 | 38       | 31     | 2           | 0          |
| J. Hey           | 29            | 3             | 5             | 1             | 1                 | 0                 | 0                 | 0                 | 30       | 3      | 5           | 1          |
| U. Jeskarczewski | 1             | 0             | 0             | 0             | 0                 | 0                 | 0                 | 0                 | 1        | 0      | 0           | 0          |
| W. Klinge        | 2             | 0             | 0             | 0             | 1                 | 0                 | 0                 | 0                 | 3        | 0      | 0           | 0          |
| E. Lienen        | 25            | 8             | 0             | 0             | 0                 | 0                 | 0                 | 0                 | 25       | 8      | 0           | 0          |
| H. Miss          | 23            | 0             | 1             | 0             | 1                 | 0                 | 0                 | 0                 | 24       | 0      | 1           | 0          |
| W. Mittendorf    | 23            | 3             | 3             | 0             | 0                 | 0                 | 0                 | 0                 | 23       | 3      | 3           | 0          |
| W. Pohl          | 37            | 0             | 2             | 0             | 1                 | 0                 | 0                 | 0                 | 38       | 0      | 2           | 0          |
| A. Rüther        | 9             | 0             | 0             | 0             | 0                 | 0                 | 0                 | 0                 | 9        | 0      | 0           | 0          |
| W. Schilling     | 34            | 5             | 2             | 0             | 1                 | 0                 | 0                 | 0                 | 35       | 5      | 2           | 0          |
| P. Schreiner     | 10            | 0             | 0             | 0             | 0                 | 0                 | 0                 | 0                 | 10       | 0      | 0           | 0          |
| G. Siese         | 37            | 0             | 0             | 0             | 1                 | 0                 | 0                 | 0                 | 38       | 0      | 0           | 0          |
| G. Srowig        | 31            | 6             | 2             | 0             | 1                 | 0                 | 0                 | 0                 | 32       | 6      | 2           | 0          |
| M. Wolf          | 31            | 2             | 0             | 0             | 1                 | 0                 | 0                 | 0                 | 32       | 2      | 0           | 0          |